# Janet Jackson
Pour les articles homonymes, voir Jackson.
Janet Jackson (née le 16 mai 1966 à Gary, Indiana) est une auteure-compositrice-interprète, danseuse et actrice américaine. Elle est reconnue pour ses disques innovants, engagés et sexuellement provocateurs, ainsi que pour ses spectacles élaborés. Sa musique et ses chorégraphies jouent un rôle moteur dans la croissance de MTV, lui permettant de se faire connaître tout en brisant les barrières raciales et de genre. Ses paroles, axées sur les questions sociales et les expériences vécues, ont fait d'elle un modèle pour la jeunesse.
Neuvième et dernière enfant de la famille Jackson, elle a joué dans de nombreuses émissions de télévision dans les années 1970 et au début des années 1980, notamment dans Good Times, Arnold et Willy et Fame. Après avoir signé un contrat d'enregistrement avec A&M en 1982, elle connaît une grande notoriété lors de la sortie de son troisième album en 1986, Control, et avec son album suivant Rhythm Nation 1814 (1989), insérant au sein de la musique pop, des éléments de RnB, dance, funk et rock. Ses collaborations avec les producteurs Jimmy Jam et Terry Lewis ont touché à divers genres musicaux, ce qui lui a valu un succès international et a influencé le développement du new jack swing. Dans les années 1990, elle signe avec Virgin Records deux contrats records, l'établissant comme l'une des artistes les mieux payées de l'industrie musicale. Elle a établi son image de sex-symbol avec un rôle principal dans le film Poetic Justice (1993) et les albums Janet. (1993) et The Velvet Rope (1997) qui deviennent de nouveaux succès. Billboard la nomme deuxième artiste ayant le plus réussi de la décennie 1990. 
La sortie de son septième album studio, All for You (2001), qui se vend également très bien, a coïncidé avec la première émission de MTV Icon  qui lui sera consacrée. À la fin de l'année, elle rejoignait son frère Michael Jackson parmi les rares artistes à avoir dix singles no 1 au Billboard Hot 100. Cependant, la controverse suscitée par la mi-temps du Super Bowl en 2004 a entraîné sa mise sur liste noire de l'industrie musicale sous la direction de Les Moonves, alors PDG de CBS. Jackson a en conséquence connu une baisse de diffusion sur les radios, de promotion télévisée et de ventes à partir de ce moment-là. Après s'être séparée de Virgin Records, elle a sorti son dixième album studio, Discipline (2008), son seul album chez Island Records. En 2015, elle s'est associée à  BMG Rights Management pour lancer son propre label, Rhythm Nation, et a sorti son onzième album studio, Unbreakable, la même année. Depuis lors, elle continue de sortir de la musique en tant qu'artiste indépendante.
Janet Jackson a acquis un statut d'icône pop, surtout aux États-Unis, et a vendu plus de 100 millions de disques à travers le monde,. Cinq de ses albums figurent parmi les « 200 albums définitifs » du Rock and Roll Hall of Fame, les « 500 plus grands albums » du magazine Rolling Stone et les « 120 albums pop essentiels » du magazine The Telegraph. Elle détient le record du plus grand nombre d'entrées consécutives dans le top 10 du Billboard Hot 100 américain pour une artiste féminine (18) et reste la seule artiste de l'histoire du classement à avoir sept singles d'un même album (Rhythm Nation 1814) parmi les cinq premières places. En 2008, Billboard l'a placée septième sur sa liste des 100 meilleurs artistes de tous les temps du Hot 100. Elle a remporté cinq Grammy Awards, onze Billboard Music Awards, onze American Music Awards et huit entrées au Livre Guinness des records. En 2019, Janet est nommée par un groupe d'experts pour entrer en tant qu'artiste au temple de la musique américaine : le Rock and Roll Hall of Fame. La cérémonie s’est déroulée le 28 mars 2019 au Barclays Center dans le quartier de Brooklyn (New York). Elle obtient une étoile sur le Walk of Fame le 20 avril 1990,.

## Biographie

### Enfance et débuts

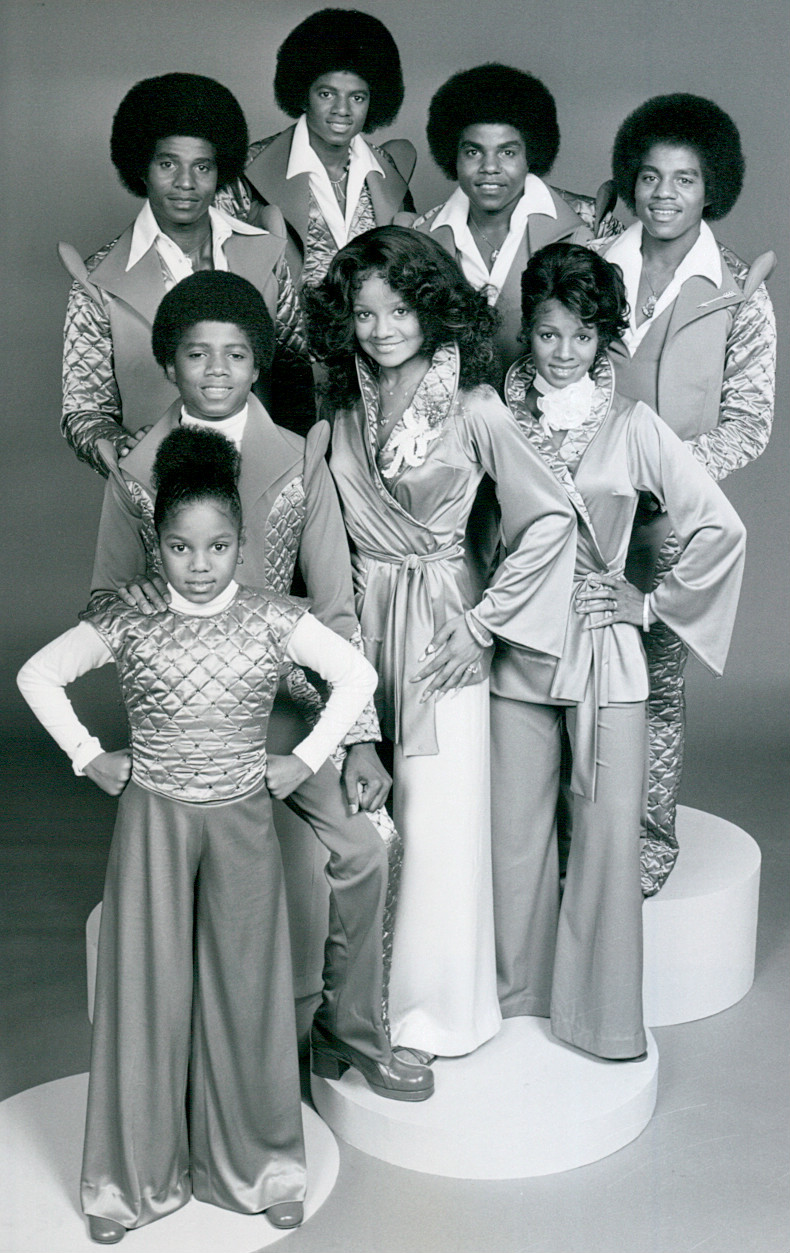
Janet Jackson (en bas à gauche) aux côtés de ses frères et sœurs pour l'émission The Jacksons par CBS en 1976.

Née et élevée à Gary (Indiana), en banlieue de Chicago (Illinois), Janet Damita Jo Jackson est la neuvième et dernière enfant de la famille Jackson. Son rêve d'enfance est d'être jockey ou avocate, avec l'intention de gagner un peu d'argent à côté en faisant de la comédie. Son père, Joseph Jackson, l'incite à suivre la voie du divertissement aux côtés de ses frères, les Jackson Five, et Janet envisage alors de s'enregistrer elle-même en studio. Une biographie écrite par Cornwell et Jane en 2002 révèle que son père Joseph était assez distant et qu'il lui demandait de l'appeler par son prénom, et de ne jamais l'appeler « papa ». Janet confirmera cette anecdote lors d'une interview en 2011 dans l'émission Piers Morgan Tonight.
À partir de l'âge de sept ans, elle se retrouve sur scène avec ses frères lors de concerts à Las Vegas. Elle commence à faire de la comédie dans l'émission de divertissement The Jacksons, et entame une carrière d'actrice dans plusieurs sitcoms et séries télévisées comme Good Times, A New Kind of Family, Fame et Arnold et Willy. Mais son père préfère qu'elle fasse une carrière musicale, plus rémunératrice selon lui, plutôt que cinématographique.
Janet confie qu'à l'âge de 10 ans elle a dû faire face à la pression lorsque des problèmes de poids ont débuté. Quand elle fut engagée pour un rôle dans la sitcom américaine Good Times, on lui demanda de perdre du poids et de cacher sa poitrine, qui commençait à se développer : « Le message était très clair : pour avoir du succès, je devais changer mon apparence », écrira-t-elle en 2011 dans son livre True You: A Journey to Finding and Loving Yourself.
Ses deux premiers albums ne connaissent qu'un succès d'estime (Janet Jackson en 1982 et Dream Street en 1984). Côté vie privée, elle se marie en 1984 avec James Debarge (du groupe DeBarge), alors qu'elle n'a que 18 ans ; le mariage ne dure que six mois.

### Control(1986-1988)
C'est en 1986 qu'elle obtient un succès mondial avec l'album Control, vendu à 10 millions d'exemplaires. L'album est produit par le tandem Jimmy Jam et Terry Lewis, d'anciens musiciens de Prince reconvertis producteurs, qui ont été présentés à Janet par le manager de celle-ci, John McClain. Le son de l'album est volontairement orienté Minneapolis Sound, le courant musical le plus en vogue à l'époque, et caractéristique des hits What Have You Done for Me Lately et Nasty. L'album parvient à classer cinq singles au top 5 du Billboard Hot 100 et When I Think of You devient son premier single classé no 1 aux États-Unis. À la suite de cet album, la chanteuse se fait discrète pendant deux ans afin de préparer un nouvel album.

### Janet Jackson's Rhythm Nation 1814(1989-1992)
Son successeur, le « groovesque » Janet Jackson's Rhythm Nation 1814, est publié en 1989 et conserve la même équipe de producteurs. Il se vend à 12 millions d'exemplaires à travers le monde. L'album évoque le racisme, les problèmes de la rue et les difficultés sociales tel que l'illettrisme. Les singles se vendent particulièrement bien aux États-Unis (sept chansons de l'album atteignent le Top 5 du Billboard Hot 100, dont quatre à la 1re place), et la tournée triomphale Rhythm Nation World Tour  propulse Jackson au rang de star internationale. Avec cet album, c'est la seule artiste à classer des singles au n.1 au Billboard Hot 100 d'un même album sur trois années consécutives (Miss You Much en 1989, Escapade et Black Cat en 1990, Love Will Never Do (Without You) en 1991) 
En 1990, elle devient la plus grande vendeuse de disques de l'année aux États-Unis et récolte une quantité impressionnante de prix, dont 14 Billboard Music Awards et plusieurs American Music Awards, MTV VMA Awards et même un Grammy Award dans la catégorie Best Long Form Video pour le single Rhythm Nation. Par ailleurs, elle reçoit le 20 avril 1990 son étoile sur Hollywood Boulevard. 

### Janet,Poetic JusticeetDesign of a Decade(1993-1996)
En 1991, elle rejoint l'écurie Virgin Records. Richard Branson, étant fermement décidé à revitaliser l'image de Virgin Records America, signe alors avec Janet Jackson un contrat record de 32 millions de dollars pour l'enregistrement d'un seul album, sobrement intitulé Janet., sorti en mai 1993. Elle y délaisse son look de garçon manqué et militaire en se réinventant une image glamour et très sensuelle : elle fait notamment la couverture du Rolling Stone Magazine. Elle devient la première femme à entrer directement no 1 dans le Billboard 200 (plus de 350 000 exemplaires écoulés en première semaine) et réussit à rester en tête des ventes pendant six semaines. Le single That's the Way Love Goes occupe quant à lui la 1re place du Billboard Hot 100 pendant huit semaines et remporte un Grammy Award dans la catégorie Best R&B Song. Les singles suivants connaissent tous un succès mondial.
Côté vie privée, elle se fait très discrète en épousant dans le plus grand secret René Elizondo Jr. Ce mariage ne deviendra notoire qu'en 1999, au moment où René demandera le divorce. En juillet 1993, elle est la vedette principale du film Poetic Justice avec le rappeur Tupac Shakur. Elle sort ensuite une compilation (CD et DVD), Design of a Decade : 1986-1996, qui atteint la 3e place du Billboard Hot 200 aux États-Unis et qui dépasse la barre des 10 millions de ventes mondiales.
En 1995, juste après la fin de sa tournée Janet World Tour, elle enregistre avec son frère Michael le single Scream. Le clip issu de ce duo devient très médiatisé, et pour cause : coûtant 7 millions de dollars, il est à l'époque le clip le plus cher de l'histoire. La vidéo est tournée en noir et blanc, et sa réalisation est confiée à Mark Romanek ; Janet y apparaît avec un look aux antipodes de son image glamour. La collaboration reçoit de nombreux prix, notamment celui de Best Dance Video aux MTV VMA Awards de 1995 et celui de Best Short Form Video aux Grammy Awards de 1996. Janet Jackson signe ensuite pour un nouveau contrat, toujours chez Virgin, d'un montant record de 80 millions de dollars.

### The Velvet Rope(1997-1999)

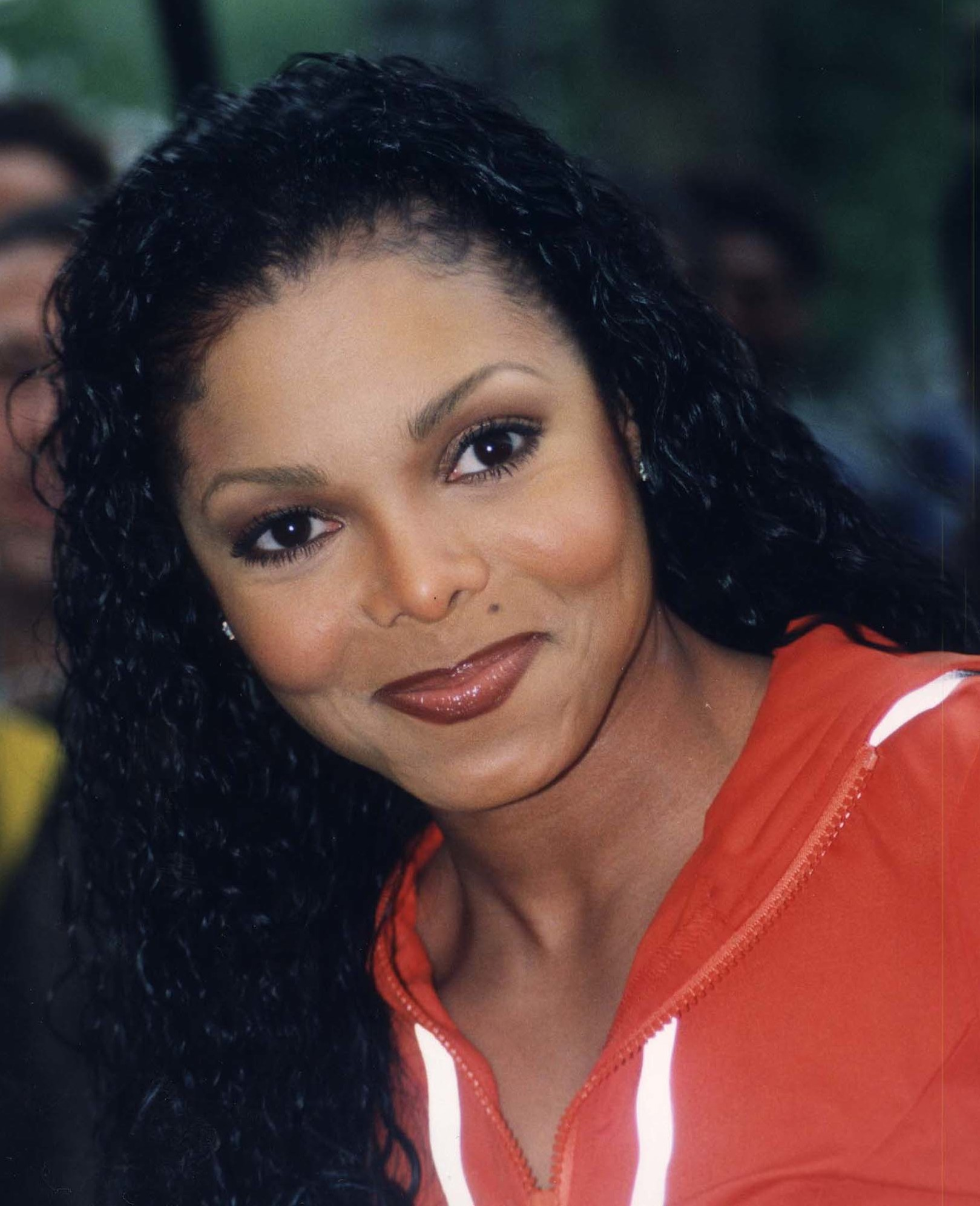
Janet Jackson à Washington, D.C. en juillet 1998.

L'automne 1997 voit la sortie de l'opus The Velvet Rope. L'album est un succès avec plus de 10 millions d'exemplaires vendus à travers le monde dont 3 millions aux États-Unis, et le single Together Again devient un tube international, se classant dans le top 5 dans de nombreux pays et devient son plus long séjour au Billboard Hot 100 à ce jour (passant 46 semaines au palmarès et devenant son 8e single à se classer n.1). La tournée terminée, elle entame une série de collaborations avec Elton John, Blackstreet et Busta Rhymes.

### La famille FoldingueetAll for You(2000-2003)
En 2000, elle apparaît sur grand écran à l'affiche du film La Famille foldingue, grand succès international.
En 2001, Janet sort l’album All for You. Moins inventif, réfléchi, abouti et aussi mature que son prédécesseur, il rencontre néanmoins un beau succès, notamment grâce aux hits All for You (no 1 aux États-Unis pendant 7 semaines, et récompensé par un Grammy Awards en 2002), Doesn't Really Matter (la B.O du film Professeur Foldingue 2 : La Famille Foldingue qui a été no 1 aux États-Unis) et Someone to Call My Lover. La semaine de sa sortie, l'album se vend à plus de 650 000 exemplaires rien qu'aux États-Unis, soit autant que les ventes en première semaine de ses albums Janet et The Velvet Rope réunies. L'album dépasse les 9 millions de ventes mondiales. Elle remonte sur scène dès juillet 2001 avec un nouveau spectacle, le All for You Tour.

### Damita Joet incident au Super Bowl (2004-2005)

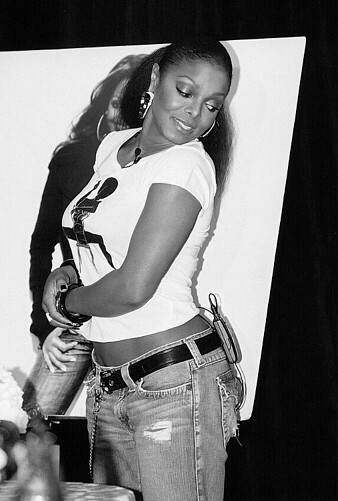
Janet Jackson lors d'une conférence de presse en 2006.

Après trois ans d'absence, elle crée la polémique aux États-Unis le 1er février 2004 lorsque Justin Timberlake dévoile un de ses seins au Super Bowl. Cet évènement, appelé par la presse américaine « Nipplegate » en raison du scandale qu'il provoque, a pour conséquence le sabordage de la promotion de son huitième opus, Damita Jo : en effet, les radios américaines et MTV refusent purement et simplement de diffuser ses chansons. Au niveau international, l'album ne génèrera pas de grandes ventes avec 3 millions d'exemplaires vendus. La chanteuse présentera ses excuses après la performance, affirmant que l'incident était accidentel et involontaire, et expliquant que Justin Timberlake devait seulement détacher le bustier et laisser le soutien-gorge rouge en dentelle intact. L'incident devient le moment le plus rediffusé et enregistré dans le TiVo History, attirant environ 35 000 nouveaux abonnés. Un représentant de la compagnie a déclaré : « Les gars de mesure d'audience n'ont jamais rien vu de tel. Les graphiques de la réaction du public ressemblaient à un électrocardiogramme ». Considéré comme l'un des événements télévisuels les plus controversés de l'histoire, Janet Jackson a ensuite été listée dans le Guinness World Records comme la « plus recherchée sur une journée dans l'histoire d'Internet ».

### 20Y.O.etWhy Did I Get Married?(2006-2007)
Le 26 septembre 2006, elle sort son neuvième album, 20 Y.O., qui s’est vendu à 1,2 million d’exemplaires, avec comme premier extrait Call On Me qui devient no 1 aux États-Unis des classements R&B Soul Sale et R&B Airplay. Produit par Jermaine Dupri, le compagnon de la chanteuse, l'album peine à se vendre. Échaudé par cet échec commercial, Dupri annonce son départ de chez Virgin. Le deuxième single, So Excited ne rencontre, quant à lui, aucun succès. Janet prend alors ses distances et quitte Virgin Records en juin 2007.
L'année 2007 marque son retour au cinéma avec Pourquoi je me suis marié ?, un film écrit et produit par Tyler Perry sorti le 12 octobre. Le film se place dès la première semaine en tête du box-office américain et totalise plus de 60 millions de dollars de recettes aux États-Unis.[réf. nécessaire] Il sort en DVD en février 2008 et offre un bonus spécial consacré à Janet : Janet Return of Icon.

### DisciplineetNumber Ones(2008-2009)

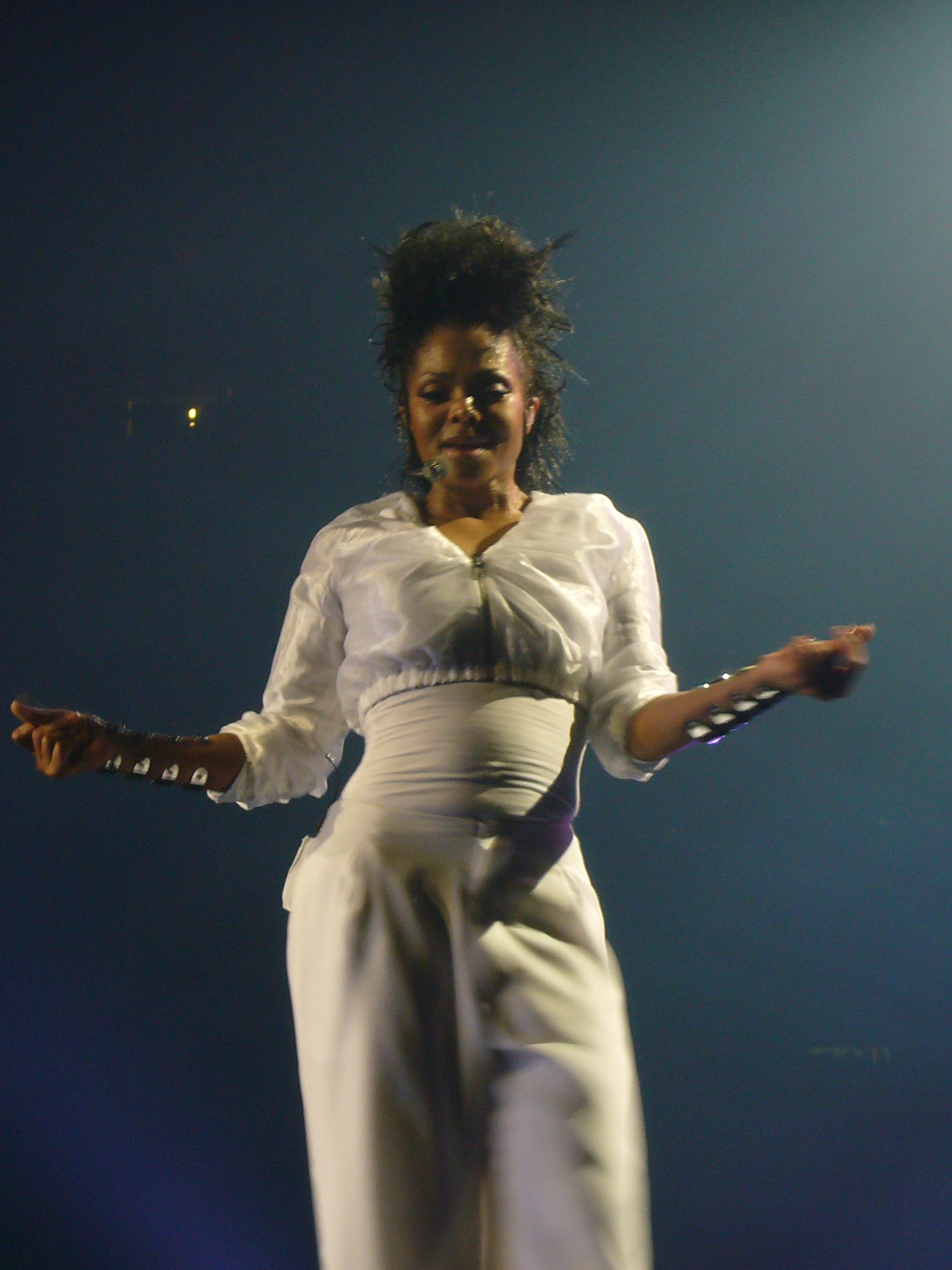
Janet Jackson pendant sa tournée Rock Witchu Tour en 2008.

En février 2008, après son départ de Virgin, Janet Jackson signe sur les labels Island et Def Jam pour sortir son dixième album, Discipline, produit entre autres par Rodney Jerkins et Jermaine Dupri, qui s’est vendu à 2 millions d’exemplaires dans le monde . Le single Feedback se classe rapidement no 1 du « Billboard Hot Dance/Club », mais n'ira pas plus loin que la 19e place dans le Top 100 principal. L'album Discipline atteint directement la première place aux États-Unis, avant de disparaître des classements en quelques semaines et de devenir ainsi l'album de Janet s'étant le moins vendu au niveau mondial. Au mois de septembre de la même année, Janet repart en tournée aux États-Unis et au Canada avec le Rock Witchu Tour, qui connaît un succès inégal selon les dates. Elle tombe souvent malade et abandonne après 17 concerts et 8 annulations, à la suite de vertiges.
En juin 2009, alors qu'elle tourne Pourquoi je me suis marié aussi ?, son frère Michael Jackson meurt d'un arrêt cardiaque à Los Angeles à la suite d'une overdose de médicaments. Janet décide de se couper du monde et de se faire discrète dans les médias, lui rendant malgré tout hommage lors des MTV VMA Awards 2009 en interprétant Scream, leur duo sorti en 1995. Le lendemain de sa prestation, le titre inédit Make Me est diffusé gratuitement sur le site officiel de Janet Jackson, prélude d'une compilation de ses titres classés no 1,  Number Ones / The Best (Number Ones aux États-Unis, The Best en Europe), qui paraît le 17 novembre 2009 aux États-Unis. Elle donne alors une grande performance lors des American Music Awards 2009 pour la promotion de la compilation, ainsi qu'à l'émission X Factor au Royaume-Uni. La chanson Make Me se hissera à la tête du Billboard Dance/Club aux États-Unis.

### Parenthèse cinématographie etTrue You(2010-2014)

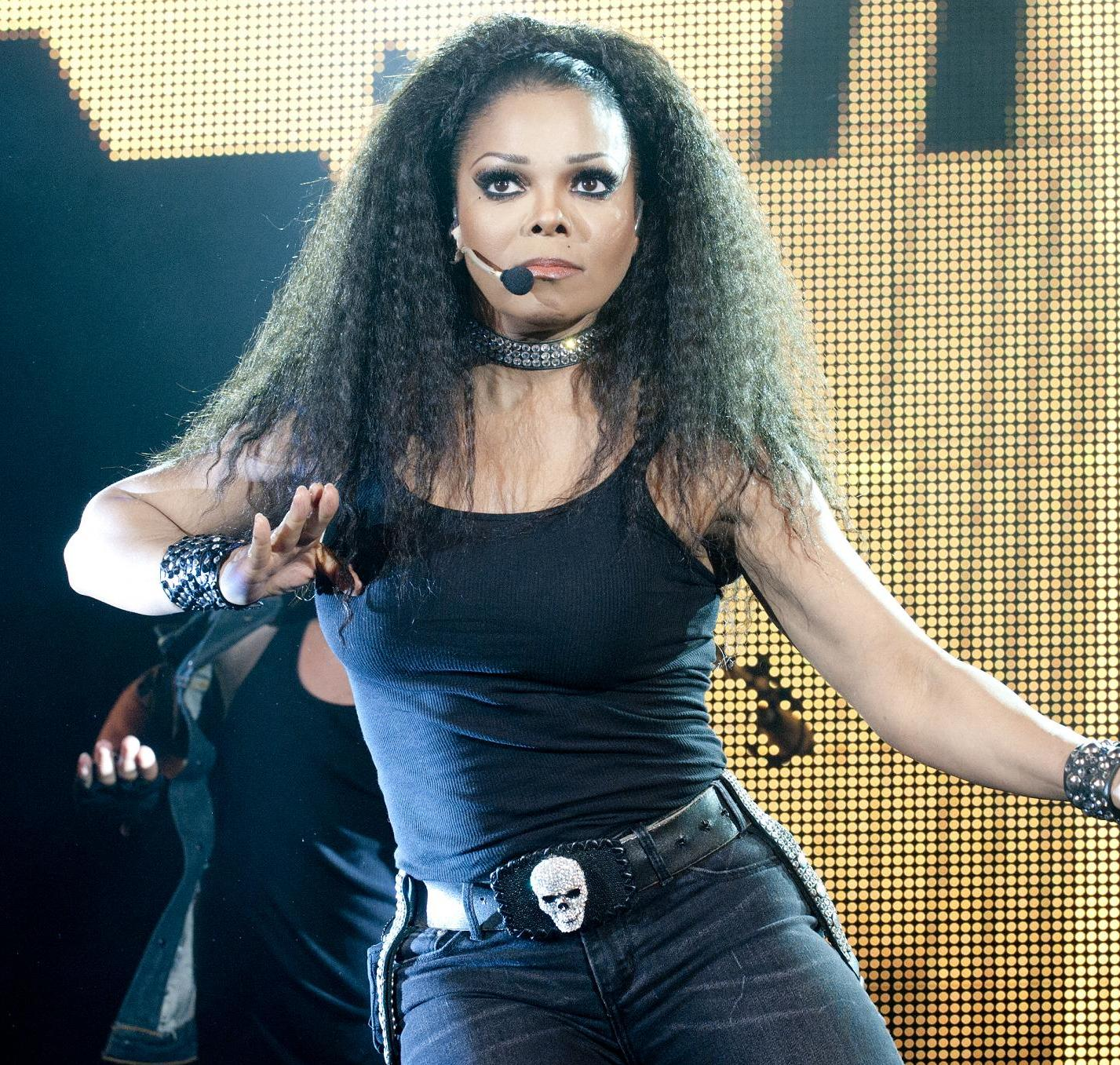
Janet Jackson lors de sa tournée Number Ones : Up Close and Personal en 2011.

Début 2010, elle participe à la chanson We Are The World 25 For Haiti à la suite du tremblement de terre survenu quelques semaines plus tôt dans ce pays. Le 2 avril 2010, Janet est de retour sur les grands écrans avec la suite du film de Tyler Perry, Pourquoi je me suis marié aussi ?, où elle interprète aussi la musique du film (Nothing, coproduite par Jermaine Dupri). Le film marche encore plus que le premier avec plus de 80 millions de dollars de recettes aux États-Unis. En 2010, elle enchaine et poursuit sa carrière cinématographique avec un nouveau film aux côtés de Whoopi Goldberg, Les Couleurs Du Destin, avec une fois de plus Tyler Perry comme réalisateur.
En juillet 2010, Janet devient le nouveau modèle de Blackglama's, prenant la suite de noms aussi prestigieux que Diana Ross, Sophia Loren, Lauren Bacall, Elizabeth Taylor, Liza Minnelli, Elle Macpherson et Elizabeth Hurley. La campagne débute en septembre aussi bien aux États-Unis qu’au niveau international.
]
En novembre 2010, elle annonce son retour sur scène pour une série de concerts en 2011, Number Ones : Up Close and Personal, se basant sur ses plus grands succès. Elle invite ses fans à aller voter sur son site parmi les 35 villes proposées, pour définir les lieux de ses futurs concerts. Cette tournée de 81 concerts rencontre un grand succès avec des dates sold-out dans le monde entier, durant presque un an.
Janet publie ensuite un livre nutritionnel, True You : A Journey to Finding and Loving Yourself, qui parait le 15 février 2011, où elle raconte sa lutte depuis son plus jeune âge avec la nourriture, l'image de son corps et ses relations. Le livre devient no 1 des ventes aux États-Unis. Elle signe avec Lionsgate un contrat exclusif, pour la production de films et comme actrice. Universal et A&M sortent alors une nouvelle compilation, Icon : Number Ones.

### Rhythm Nation Records,Unbreakable World Touret interruption (2015-2016)
Le 16 mai 2015, Janet Jackson annonce un nouvel album, Unbreakable (le premier depuis sept ans), ainsi qu'une nouvelle tournée, Unbreakable World Tour. Elle crée son propre label musical, Rhythm Nation Records. Le premier single, No Sleeep, est mis en ligne sur la chaîne YouTube de la chanteuse le 22 juin.
Publié le 2 octobre 2015, l'album est intégralement produit par le trio Janet, Jimmy Jam et Terry Lewis et se classe no 1 aux États-Unis. La tournée mondiale débute le 31 août 2015 pour une durée prévue d'un an. Cependant, à la suite de problème de santé à la veille de Noël conduisant à une opération chirurgicale, Janet Jackson interrompt sa tournée mondiale et promet à ses fans qu'elle reviendra sur la scène pour terminer sa tournée. Âgée de presque 50 ans, cette annonce soulève de nombreuses spéculations sur le lien entre son état de santé et son envie de donner naissance à un premier enfant par fécondation in vitro. Effectivement, Janet Jackson et son mari d'époque, Wissam Al Mana, annoncent en avril 2016 qu'ils attendent leur premier enfant dans les mois qui suivent.

### DuState of the World TouràMetamorphosis(depuis 2017)
Janet Jackson accouche le 3 janvier 2017 de son premier enfant et garçon du nom de Eissa Al Mana. Le 1er mai, alors que les médias ont annoncé son divorce d'avec Wissam Al Mana courant avril 2017, elle publie une vidéo sur les réseaux sociaux où elle rassure ses fans sur la santé de son bébé et annonce la reprise de sa tournée mondiale interrompue il y a un an. Elle renomme sa tournée State of the World Tour tout en précisant qu'il n'y a aucune prise de position politique derrière ce nouveau nom. Janet reprend du début l'ordre de sa précédente tournée mondiale en commençant aux États-Unis dès le 7 septembre à Lafayette (Louisiane) pour finir le 11 février 2019 au Japon, Tokyo. Elle accepte de participer aux Billboard Music Awards 2018 avec Bruno Mars. Le 23 juillet 2018, Janet enregistre et tourne un nouveau clip aux influences latines et africaines avec Daddy Yankee. Ce titre d'été, Made for Now, sort sous forme de single le 17 août sur Spotify et le 18 août 2018 sur iTunes. Elle enregistrera une version anglaise et espagnole de ce titre.
En décembre 2018, après plusieurs années de censure depuis l'incident du SuperBowl (2004), les médias annoncent que Janet entrera en 2019 au Rock & Roll Hall of Fame aux côtés de Def Leppard, Stevie Nicks, The Cure, Radiohead, Roxy Music et the Zombies. Sa nomination se justifie par sa solide place dans l'histoire de la culture pop grâce à une carrière commencée il y a plus de 35 ans. La cérémonie se déroule le 28 mars 2019 aux Barclays Center dans le quartier de Brooklyn (New York).
Du 17 mai au 17 août 2019 (22 dates), Janet s'installe en résidence au parc MGM à Las Vegas pour son spectacle intitulé Metamorphosis,. Elle participe notamment à plusieurs festivals internationaux durant l'été : Glastonbury Festival (Angleterre) le 29 juin, Montreux Jazz Festival (Suisse) le 30 juin, et Djeddah World Fest (Arabie Saoudite) le 18 juillet,,.
En 2022, elle donne son accord pour un documentaire officiel intitulé Janet, basé sur sa vie et comprenant de nombreuses personnalités telles que Whoopi Goldberg ou encore Mariah Carey.

## Vie personnelle
Janet Jackson avait un lien très fort avec son grand frère Michael, et ce depuis leur enfance. Lorsque Janet était encore enfant, Michael avait l'habitude d'appeler sa sœur Dunk parce que sa taille la faisait ressembler à un âne. Janet quant à elle l'appelait Mike. Elle avait l'habitude de se rendre au Ranch de Neverland de son frère et est toujours restée proche de lui, même lorsque ce dernier décida de couper certains liens avec son entourage familial à partir de mai 2005, après l'affaire judiciaire Arvizo.
Janet Jackson reste discrète sur sa vie privée. Elle s'est mariée trois fois et a eu plusieurs relations. Elle épouse le 7 septembre 1984 James DeBarge. L'union fut annulée par la justice le 18 novembre 1985. Elle épouse dans le secret total le 31 mars 1991 René Elizondo Jr. Ils se séparent en janvier 1999 et la nouvelle du divorce est rendu publique en mai 2000. Les procédures de divorce aboutiront en 2003,. En 2002, Janet a une relation avec Matthew McConaughey, acteur, producteur et scénariste américain, à la suite de leur rencontre à la cérémonie des Grammys. À l'époque, McConaughey affirmait qu'ils étaient « juste amis », puis Janet admettra plus tard leur brève idylle. La même année, elle se met en couple avec le producteur de musique Jermaine Dupri,. Après sept ans de vie commune, le couple se sépare en 2009, peu de temps après la mort de son frère Michael.
Elle se met en couple en février 2011 avec Wissam Al Mana, un milliardaire du Qatar de neuf ans son cadet, qu'elle épouse un an après lors d'une cérémonie privée le 13 février 2012. Le 6 avril 2016, elle annonce sur les réseaux sociaux qu'elle attend son premier enfant pour la fin de l'année, à l'âge de 50 ans. Elle donne naissance à son premier enfant le 3 janvier 2017, un garçon prénommé Eissa Al Mana. Trois mois plus tard, vers la mi-avril 2017, le couple divorce après 5 ans et 2 mois de mariage. Suivant le contrat de mariage signé lors de leur union en 2012, il a été conclu que Janet Jackson recevrait la somme de 500 millions de dollars en compensation financière si le couple venait à divorcer après une période de cinq ans et deux mois (un quart de la fortune de celui qui serait le plus fortuné reviendrait au moins fortuné du couple). Plusieurs mois après l'annonce de son divorce, Janet s'effondre en larmes alors qu'elle interprète son titre What about (tiré de son album The Velvet Rope, 1997) sur les violences conjugales lors d'un concert de sa tournée State of the World tour. Par le biais de la voix de son frère Randy, le public apprend par de nombreux médias que Janet aurait été victime depuis plusieurs années de harcèlement moral de la part de son ex-mari pendant leurs années de mariage et qu'elle menait une relation « toxique » même pendant sa grossesse. Toujours selon son frère, Janet aurait subi encore le harcèlement de son ex-mari au lendemain de leur divorce, en partie en raison du choix de la garde de leur fils. Randy précise également que sa sœur avait déjà été victime de violences conjugales lors de son précédent mariage avec René Elizondo Jr.

## Style musical
Son style musical se définit entre R&B, pop, soul et rhythm and blues. Elle commence sa carrière avec des albums qui mélangent soul, disco, rhythm and blues, funk et pop, puis elle décide de donner à ses chansons un style plus urbain en utilisant le new jack swing et le hip-hop tout en gardant le rhythm and blues, la soul et la pop, notamment sur les albums Control et Rhythm Nation 1814. Sur l'album Janet, elle incorpore de nombreux genres musicaux comme la bossa nova, le rock, l'opéra, le jazz, le rap et la house.

## Discographie

### Albums studio
- 1982 : Janet Jackson
- 1984 : Dream Street
- 1986 : Control
- 1989 : Rhythm Nation 1814
- 1993 : Janet.
- 1997 : The Velvet Rope
- 2001 : All for You
- 2004 : Damita Jo
- 2006 : 20 Y.O.
- 2008 : Discipline
- 2015 : Unbreakable

## Distinctions

### Récompenses
Rock and Roll Hall of Fame
- 2019- Rock and Roll Hall of Fame

Mnet Asian Music Awards
- 2018 - Janet Jackson Inspiration Award

Magazine OUT
- 2017 - Icon Music Award

American Music Awards
- 1987 - Soul/R&B, Nasty

- 1987 - Soul/R&B, Favorite Female Artist
- 1988 - Pop/Rock, When I Think Of You
- 1988 - Soul/R&B, When I Think Of You
- 1990 - Soul/R&B, Miss You Much
- 1990 - Dance, Favorite Single Miss You Much
- 1991 - Soul/R&B, Favorite Female Artist
- 1991 - Pop/Rock, Favorite Female Artist
- 1991 - Dance Music, Favorite Artist
- 1999 - Soul/R&B, Favorite Female Artist
- 2001 - American Music Award of Merit
- 2002 - Pop/Rock, Favorite Female Artist

BET Awards : 1 récompense
- 2015 - Ultimate Icon: Music Dance Visual Award

Billboard : 48 récompenses 
Prix numéro un de fin d'année du magazine Billboard
- 1983 - Les meilleurs albums de Black Artists - Female
- 1986 - Meilleur artiste pop singles
- 1986 - Meilleure artiste pop célibataire - Femme
- 1986 - Meilleur artiste de club de danse
- 1986 - Meilleur artiste des ventes de danse
- 1986 - Meilleur artiste noir
- 1986 - Meilleur artiste des célibataires noirs
- 1987 - Meilleure artiste en simple noir - Femme
- 1990 - Artiste Billboard de l'année
- 1993 - Top Pop Artists - Female (singles et albums)
- 1993 - Top Billboard 200 Album Artists - Female
- 1993 - Top R&B Artists - Female (singles et albums)
- 1993 - Meilleurs artistes d'albums R&B - Femmes
- 1993 - Top R&B Singles Airplay
- 1994 - Top R&B Singles Artists - Female
- 1998 - Top R&B Artists - Female

Billboard / Tanqueray Sterling Music Video Awards
- 1990 - Meilleure artiste féminine (Black / Rap)
- 1990 - Meilleure artiste féminine (danse)
- 1990 - Prix du réalisateur (Black / Rap)
- 1990 - Prix du réalisateur (danse)
- 1990 - Billboard / Tanqueray Sterling Music Video Award for Artistic Achievement
- 1994 - Clip de danse de l'année
- 1995 - Meilleur clip pop / rock de l'année

Billboard Music Awards
- 1986 - n.1 Black Music Artist
- 1986 - n.1 Black Singles Artist
- 1986 - n.1 Dance Club Play Artist
- 1986 - n.1 Dance Sales Artist
- 1986 - n.1 Pop Singles Artist
- 1986 - n.1 Pop Singles Artist - Female
- 1990 - n.1 R&B Album, Janet Jackson's Rhythm Nation 1814
- 1990 - n.1 R&B Artist
- 1990 - n.1 R&B Albums Artist
- 1990 - n.1 R&B Singles Artist
- 1990 - n.1 Pop Album, Janet Jackson's Rhythm Nation 1814
- 1990 - n.1 Hot 100 Singles Artist
- 1990 - n.1 Hot 100 Singles Artist - Female
- 1990 - n.1 Top Dance Club Play Artist
- 1990 - n.1 Top Hot Dance 12" Singles Sales Artist
- 1993 - n.1 Top Pop Artist - Female
- 1993 - n.1 Top Billboard 200 Album - Female, janet.
- 1993 - n.1 Top R&B Artist - Female
- 1993 - n.1 Top R&B Album - Female, janet.
- 1993 - n.1 Top R&B Singles Airplay - That's The Way Love Goes
- 1994 - n.1 Top R&B Singles Artist - Female
- 1995 - Artist of Achievement Award
- 1998 - n.1 R&B Artist - Female
- 2001 - Artistic Achievement Award
- 2018 - Icon Award

Grammy Awards : 5 récompenses
- 1989 - Best Music Video - Long Form, "Rhythm Nation 1814"
- 1993 - Best R&B Song, "That's The Way Love Goes"
- 1995 - Best Music Video - Short Form, Scream
- 1998 - Best Music Video - Short Form, "Got 'Til It's Gone"
- 2002 - Best Dance Recording - All For You

World Music Awards
- 1999 - Legend Award

Soul Train Music Awards
- 1987 - Album de l'année, femme
- 1987 - Vidéo musicale de l'année
- 1988 - Vidéo musicale de l'année
- 1990 - Album de l'année, femme
- 1990 - Single de l'année, femme
- 1990 - Vidéo musicale de l'année
- 1991 - Vidéo musicale de l'année
- 1992 - Sammy Davis, Jr. Award de l'artiste de l'année
- 1994 - Vidéo musicale de l'année
- 1994 - Single de l'année, femme
- 2000 - Vidéo musicale de l'année
- 2001 - Meilleure chanson d'un film
- 2004 - Prix Quincy Jones pour réalisations professionnelles exceptionnelles sur l'ensemble de la carrière

MTV Japan Video Music Awards
- 2004 - Inspiration Award

MTV Europe Music Awards : 5 récompenses
- 1995 - Best Female Artist
- 1997 - Best Female Artist
- 1998 - Best Female Artist
- 2001 - Best Female Artist
- 2018 - "Global Icon Awards 2018"

MTV Movie Awards
- 1994 - Meilleure performance féminine
- 1994 - Femme la plus désirable

MTV Icon Award
- 2001 - MTV Icon Award

MTV Video Music Awards : 10 récompenses
- 1987 - Best Choreography in a Video, "Nasty"
- 1988 - Best Cinematography in a Video, The Pleasure Principle
- 1988 - Best Choreography in a Video, The Pleasure Principle
- 1990 - Best Choreography in a Video, Rhythm Nation
- 1990 - Video Vanguard
- 1991 - Best Female Video of the Year, Love Will Never Do (Without You)
- 1994 - Best Female Video, If
- 1995 - Best Dance Video, Scream
- 1995 - Best Choreography, Scream
- 1995 - Best Art Direction, Scream

### Classements des albums auBillboard200
- Control : no 1  États-Unis 2 semaines
- Janet Jackson's Rhythm Nation 1814 : no 1  États-Unis 4 semaines
- Janet. : no 1  États-Unis 6 semaines
- The Velvet Rope : no 1  États-Unis 1 semaine
- All for You : no 1  États-Unis 1 semaine
- Damita Jo n°2  États-Unis
- 20YO n° 2  États-Unis
- Discipline : no 1 États-Unis 1 semaine
- Unbreakable : no 1 États-Unis 1 semaine

### Janet Jackson et leBillboardHot 100
Aux États-Unis, Janet Jackson a réussi à imposer son nom dans le fameux Billboard Hot 100. À la date du 1er janvier 2017 :
- 10 singles ont été no 1 du Hot 100 ;
- 42 singles de Janet sont entrés dans le Hot 100 ;
- 29 singles sur les 42 ont été dans le Top 10, et sur les 29 Top 10, 25 ont été aussi dans le Top 5 ;
- elle totalise 32 semaines à la première place du Hot 100 ;
- elle totalise 35 singles no 1 dans les divers classements du Billboard États-Unis, pour un total de 67 semaines ;
- elle est l’unique artiste, toutes catégories confondues, à avoir classé sur un même album (Rhythm Nation 1814) 7 singles dans le Top 5, dont 4 no 1 (elle avait déjà eu avec Control cinq singles Top 5) ;
- elle est également l'unique artiste à avoir classé des n.1 d'un même album (Rythmn Nation 1814) sur trois années consécutives (Miss You Much en 1989, Escapade et Black Cat en 1990, Love Will Never Do (Without You) en 1991) ;
- elle a eu 18 singles consécutifs, entre 1989 et 1998, qui sont entrés dans le Top 10 ;
- elle a été la première artiste féminine à battre le record d’Aretha Franklin du plus grand nombre de singles d’or aux États-Unis pour une femme, avec You Want This en 1995 (15e single d’or) ;
- elle compte 22 singles d’or, dont 6 ont été aussi de platine ;
- elle totalise avec 35 récompenses, le plus grand nombre de Billboard Awards, toutes catégories confondues. Le dernier en date est le "Billboard Icon Award" en mai 2018 ;
- elle totalise 7 Icon Awards[Quoi ?] (un record) : 5 aux États-Unis et 2 en Europe.

## Tournées
- Rhythm Nation World Tour (1990)
- Janet World Tour (1993/1995)
- Velvet Rope Tour (1998/1999)
- All for You Tour (2001/2002)
- Rock Witchu Tour (2008)
- Number Ones : Up Close and Personal (2011)
- Unbreakable World Tour  (2015/2016)
- State Of The World Tour  (2017/2019)
- Black Diamond World Tour (2020)
- Together Again Tour (2023-)

## Filmographie

### Cinéma
- 1993 : Poetic Justice : Justice
- 2000 : La Famille foldingue : Denise Gaines
- 2007 : Pourquoi je me suis marié ? : Patricia Agnew
- 2010 : Pourquoi je me suis marié aussi ? : Patricia Agnew
- 2010 : Les Couleurs du destin (For Colored Girls) : Jo/Red

### Télévision
- 1976 - 1977 : The Jacksons : elle-même
- 1977 - 1979 :  Good Times : Millicent « Penny » Gordon Woods
- 1979 - 1980 : A New Kind of Family : Jojo Ashton
- 1980 - 1984 : Arnold et Willy : Charlene DuPrey
- 1984 - 1985 : Fame : Cleo Hewitt
- 1984 : La croisière s'amuse : Della (deux épisodes, saison 8)
- 2004 : Will et Grace (saison 7, épisode 2) : elle-même